# Polnisches Heer vor dem Zweiten Weltkrieg

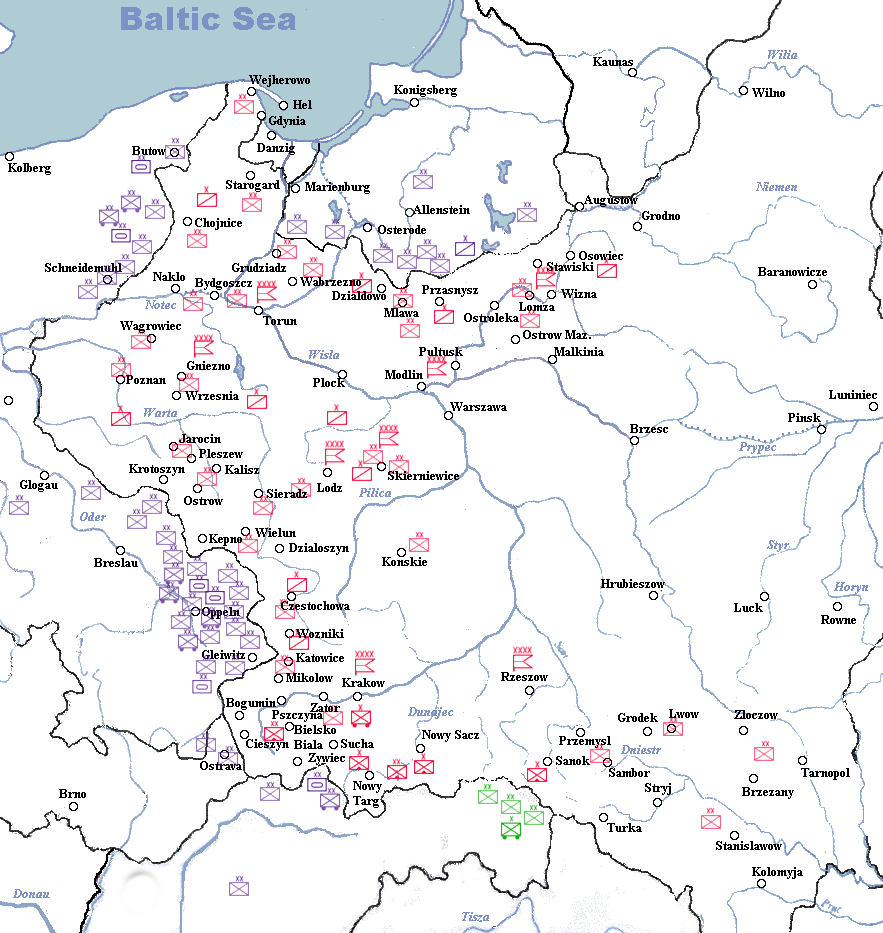
Divisionsaufstellung im August 1939
Taktisches Zeichen für Armee: rotweiße Standarte mit XXXX

Das Polnische Heer vor dem Zweiten Weltkrieg stand unter dem Befehl von Edward Rydz-Śmigły und war der bedeutendste Teil der damaligen Gesamtstreitkräfte der Zweiten Polnischen Republik. Außer Armeen mit unterstellten Divisionen gab es Verbände der Luftwaffe und der Marine.

## Struktur und Gliederung der einzelnen Armeen

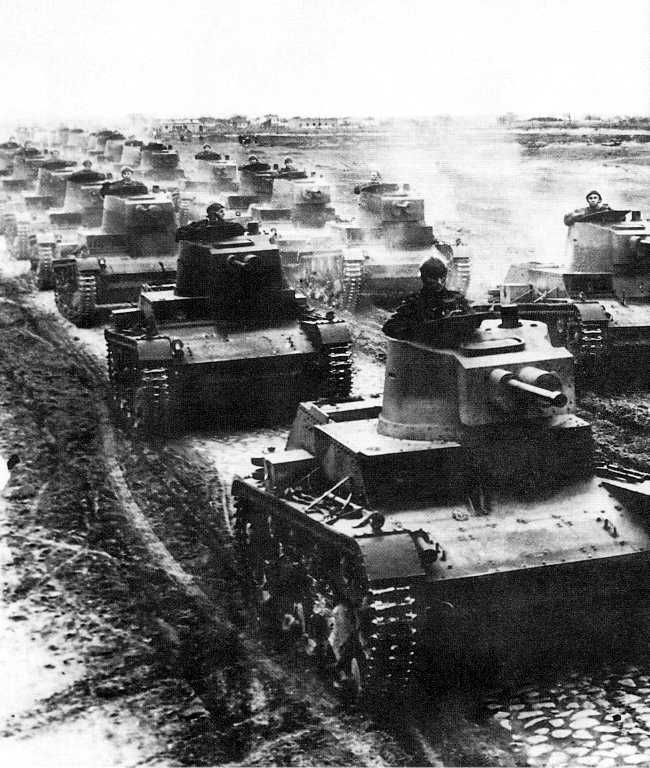
7TP Panzer auf Manövern

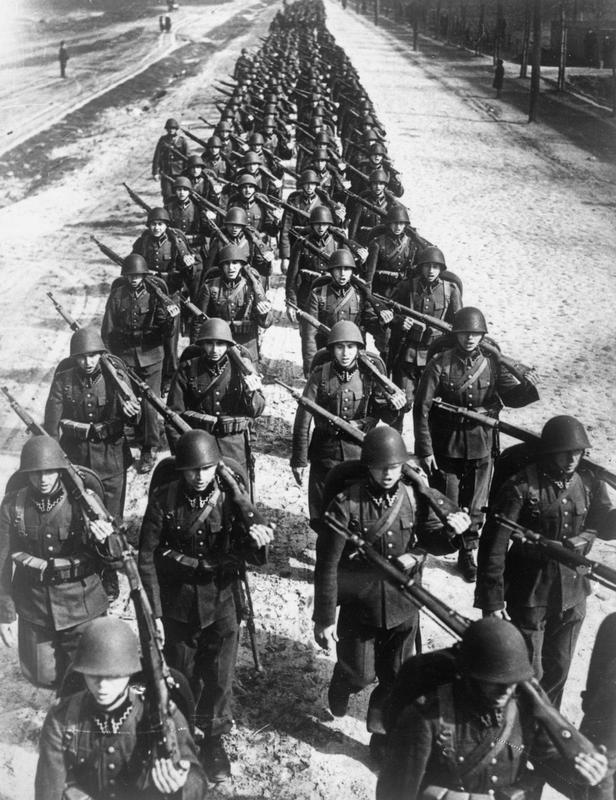
Polnische Soldaten 1939 in Helmen Muster 31

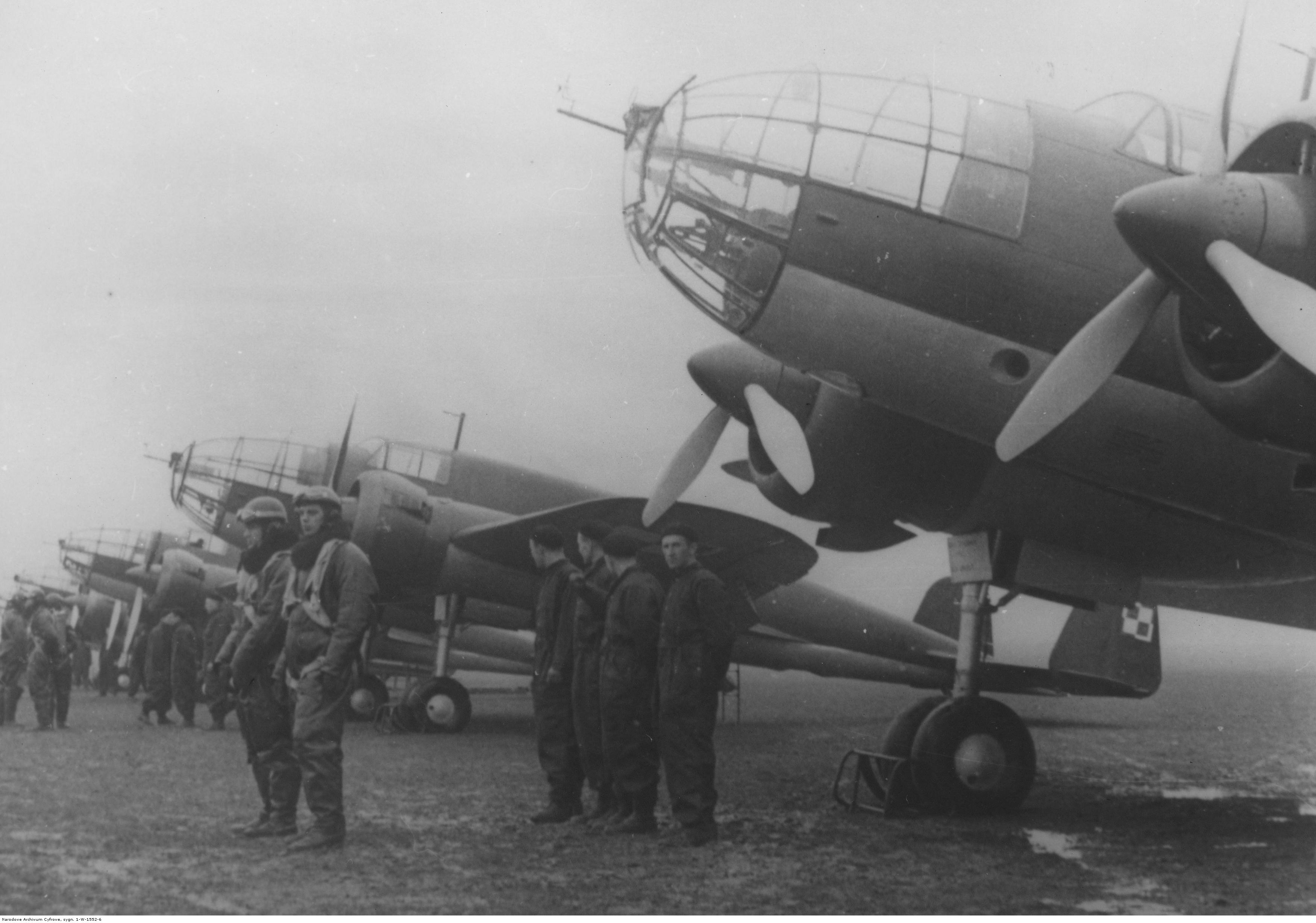
Polnische Bomber PZL.37 Łoś

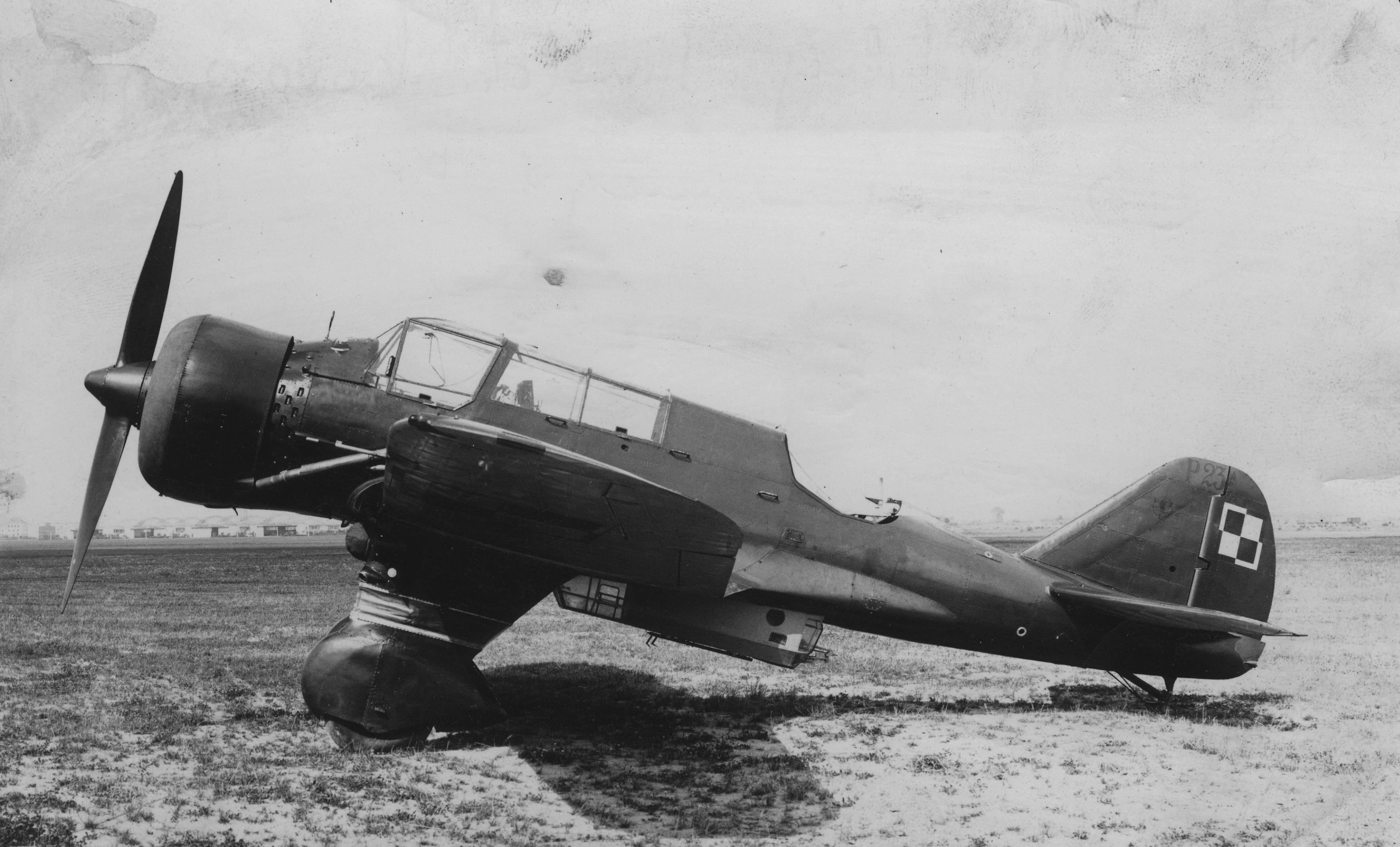
Polnischer leichter Bomber PZL.23 Karaś

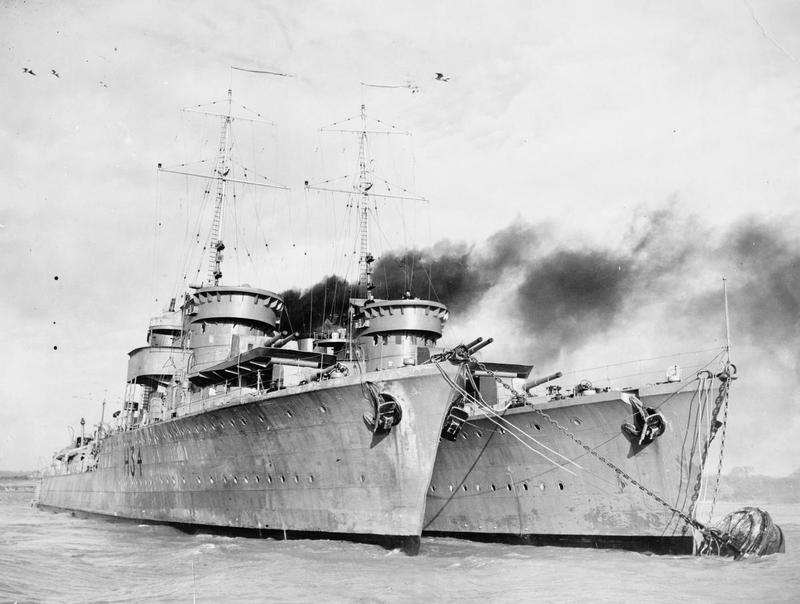
ORP Grom und ORP Błyskawica

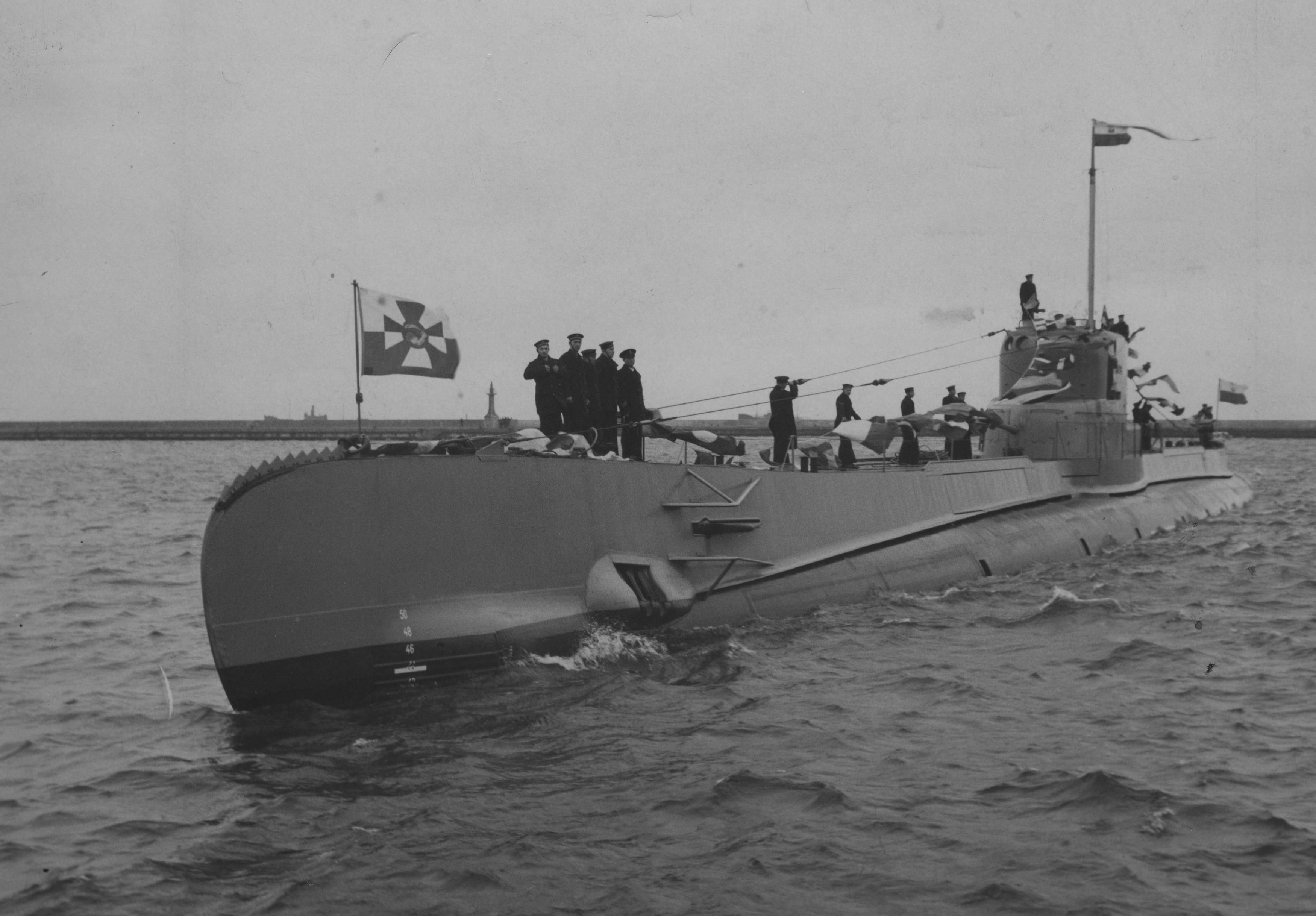
Polnisches U-Boot ORP Orzel

Armee-Befehlshaber, Verbände und deren Standorte (unter der Armee-Ebene), die Armeen wurden nach Regionen oder Städten benannt, und hatten folgende Namen:

### Armia Karpaty
Kazimierz Fabrycy:
- 2. Gebirgsbrigade (2 Brygada Górska)
- 3. Gebirgsbrigade (3 Brygada Górska)
- Karpaten-Halbbrigade der nationalen Verteidigung (Karpacka Półbrygada ON)
- 1. Grenzverteidigungs-Regiment
- 1. motorisiertes Artillerieregiment
- 9. schweres Artillerieregiment

### Armia Kraków
Antoni Szylling; Strategische Hauptkraft gegen Deutschland
- 6. Infanteriedivision (Kraków unter Bernard Mond),
- 7. Infanteriedivision (Częstochowa unter Janusz Gąsiorowski),
- 11. Infanteriedivision (Stanisławów unter Bronisław Prugar-Ketling)
- 21. Gebirgsdivision (Nowy Sącz, Bielsko-Biała unter Józef Kustroń),
- 22. Gebirgsdivision,
- 23. Infanteriedivision (Katowice unter Władysław Powierza) und
- 55. Infanterie Reservedivision (Jaworzno unter Stanisław Kalabiński),
- 10. Motorisierte Brigade (Rzeszów unter Stanisław Maczek),
- Kraków Kavalleriebrigade (unter Zygmunt Piasecki),
- 1. Gebirgsbrigade (Żywiec, Zakopane, Jasło unter Janusz Gaładyk),
- Śląsk-Gruppe unter Jan Jagmin-Sadowski
- Bielsko-Gruppe unter Mieczysław Boruta-Spiechowicz
- Grenzschutztruppe (KOP) – Brygada Górska

### Armia Łódź
Juliusz Rómmel, Wiktor Thommée:
- 2. Legion (Kielce), 10. (Łódź), 18. Inf.Division (Łomża), 30. Inf.Reservedivision (Kobryn), Wołyńska- (Równe) und Kresowa-Kav.Brig. (Brody) und der Sieradzka Brygada Obrony Narodowe

### Armia Modlin
Emil Krukowicz-Przedrzymirski:
- 8. und 20. Infanteriedivision, Mazowiecka und Nowogródzka Kavalleriebrigade, BON Warszawa

### Armia Pomorze
Unter Władysław Bortnowski:
- 4., 9., 15., 16. u. 27. Infanteriedivision, Pommers. Kav.Brig., Pomorze- und Chełm Nationale Verteidigungsbrigade, Wisła-Einheit

### Armia Poznań
Tadeusz Kutrzeba:
- 14., 17., 25. u. 26. Infanteriedivision, Podolska- und Wielkopolska-Kavalleriebrigade, Poznań- und Kalisz-Nationale Verteidigungsbrigade.

### Armia Prusy
Stefan Dąb-Biernacki:
- 3. Legion, 12., 13., 19., 29. und 36 Infanteriedivision, Wileńska Kavalleriebrigade

## Ab Kriegsbeginn
Die Aufstellung der Armeen änderte sich sofort nach Beginn des deutschen Überfalls am 1. September. Weitere Änderungen folgten im Verlauf des zunächst wenige Wochen dauernden Kriegs im Jahr 1939. Truppenangehörige wurden im weiteren Kriegsverlauf bis 1945 in ganz verschiedenen Organisationen unter verschiedenen Zielsetzungen wieder als Truppenverbände aufgestellt.
Die Verluste des Heeres betrugen im September 1939 zehntausende Tote, über 100.000 Verwundete und mehrere Hunderttausende Gefangene. Formal hat Polen im Krieg nicht kapituliert. Es gab Kapitulationen von regional aktiven Truppenteilen.